# Piecki (powiat inowrocławski)
Piecki – wieś w Polsce, położona w województwie kujawsko-pomorskim, w powiecie inowrocławskim, w gminie Kruszwica.

## Podział administracyjny
W latach 1975–1998 miejscowość położona była w województwie bydgoskim.

## Historia
Jeszcze przed 1489 rokiem należały do kapituły kruszwickiej. Na początku XVII wieku, prawdopodobnie w latach 1609-1610, mieszkał tutaj ks. Stanisław Grochowski (1542-1612) duchowny katolicki: kanonik kaliski, uniejowski i łowicki, kustosz kruszwicki; sekretarz królewski, poeta i tłumacz.

## Demografia
W połowie XIX wieku dzieliły się na Piecki Małe i Piecki Wielkie. Małe miały 4 domy i 47 mieszkańców; Wielkie – 16 domów i 142 mieszkańców (120 katolików i 22 protestantów). Największe 47 ha gospodarstwo w Pieckach Małych należało do Jakuba Miecha. Według Narodowego Spisu Powszechnego (III 2011 r.) wieś liczyła 169 mieszkańców. Jest 27. co do wielkości miejscowością gminy Kruszwica.